# Laura Zuccheri
Laura Zuccheri est une dessinatrice et une coloriste italienne de bande dessinée, née à Budrio (province de Bologne, Italie) le 4 octobre 1971.

## Biographie
Dessinatrice réaliste, Laura Zuccheri voit ses premiers travaux publiés en 1992 dans la revue Ken Parker Magazine que viennent de créer Giancarlo Berardi et Ivo Milazzo et qui est rachetée en 1993 par les éditions Bonelli. Elle y dessine plusieurs histoires (Lampi di paura, Metis, Caccia di sangre...).
Après la cessation de parution du magazine fin 1994, elle se lance, avec le dessinateur Pasquale Frisenda, dans une longue aventure de Ken Parker, Les Condamnés (I Condannati), sur un scénario de Maurizio Mantero, publiée en album en 1996 et qui constitue le premier numéro d'une série spéciale d'histoires inédites que Sergio Bonelli décide de consacrer au personnage. Cette même année, Laura Zuccheri abandonne Ken Parker et entreprend Hardware, une aventure de science-fiction qui parait dans le numéro 35 de la revue Zona X. À compter de 1997, elle devient l'une des collaboratrices du magazine Julia.
En 2006, elle rencontre la scénariste Sylviane Corgiat avec qui elle crée la série des Épées de verre, une histoire fantastico-médiévale prévue en quatre tomes, dont le premier volume sort en 2009. Le second, Ilango, lui vaut de recevoir le prix du meilleur dessinateur au Festival de bande dessinée de Lucques en 2011.
Parallèlement à son activité de dessinatrice de bande dessinée, Laura Zuccheri est aussi peintre (elle annonce, entre autres, les influences de Frederic Remington, Charles Marion Russell, Norman Rockwell, Giovanni Boldini ou Ilia Répine) et illustratrice.

## Œuvres
- série Ken Parker
  - 1996 I Condannati, Giancarlo Berardi et Maurizio Manteri (scénario), Pasquale Frisenda, Laura Zuccheri et Ivo Milazzo (couverture et dessin), Sergio Bonelli Editore
- série Les Épées de verre
  - 2009 tome 1 Yama, Sylviane Corgiat (scénario), Laura Zuccheri (dessin et couleur), Les Humanoïdes associés
  - 2011 tome 2 Ilango, Sylviane Corgiat (scénario), Laura Zuccheri (dessin et couleur), Les Humanoïdes associés
  - 2013 tome 3 Tigran, Sylviane Corgiat (scénario), Laura Zuccheri (dessin et couleur), Les Humanoïdes associés
  - 2014 tome 4 Dolmon, Sylviane Corgiat (scénario), Laura Zuccheri (dessin), Sylvia Fabris (couleur), Les Humanoïdes associés
- série en deux volumes : Retour sur Belzagor par Philippe Thirault (scénario) et avec Sylvia Fabris (couleur), 2017, Les Humanoïdes associés